# Yigoga mirabica
Yigoga mirabica är en fjärilsart som beskrevs av Brandt 1941. Yigoga mirabica ingår i släktet Yigoga och familjen nattflyn. Inga underarter finns listade i Catalogue of Life.